# Йохан Ернст фон Кьонигсег-Аулендорф
Йохан Ернст Мария Йоахим Ксавер Феликс Евсебий фон Кьонигсег-Аулендорф (на немски: Johann Ernst Maria Joachim Xaver Felix Eusebius Graf zu Königsegg-Aulendorf; * 23 септември 1755 в Аулендорф; † 10 май 1803 в Алтдорф) е граф на Кьонигсег и Аулендорф в Баден-Вюртемберг.
Той е син (от 17 деца) на граф Херман Фридрих фон Кьонигсег-Аулендорф (1723 – 1786) и съпругата му графиня Мария Елеонора фон Кьонигсег-Ротенфелс (1728 – 1793), дъщеря на граф Франц Хуго фон Кьонигсег-Ротенфелс (1698 – 1772) и графиня Мария Франциска фон Хоенцолерн-Зигмаринген (1697 – 1767). Внук е на граф Карл Зайфрид фон Кьонигсег-Аулендорф (1695 – 1765) и графиня Мария Фридерика Розалия Каролина фон Йотинген-Шпилберг (1733 – 1796).
Родът Кьонигсег се разделя през 1588 г. на линиите „Кьонигсег-Ротенфелс“ и „Кьонигсег-Аулендорф“.

## Фамилия
Йохан Ернст фон Кьонигсег-Аулендорф се жени на 6 юли 1783 г. за графиня Мария Кристина Йозефа фон Мандершайд-Бланкенхайм (* 31 юли 1767, Бланкенхайм; † 14 февруари 1811/19 август 1825, Аулендорф), дъщеря на граф Йохан Вилхелм фон Мандершайд-Бланкенхайм (1708 – 1772) и графиня Йохана Максимилиана Франциска фон Лимбург-Щирум (1744 – 1772). Те имат три сина:
- Франц Йозеф Евсебиус фон Кьонигсег-Аулендорф (* 26 февруари 1784)
- Йозеф Херман фон Кьонигсег-Аулендорф (* 26 февруари 1785; † 25 януари 1799)
- Франц Ксавер Карл фон Кьонигсег-Аулендорф (* ок. 1787; † 8 юли 1863, Аулендорф), женен на 14 юли 1811 г. в Унгария за графиня Мария Йозефа Кароли де Наги-Кароли (* 25 септември 1793, Виена; + 9 март 1848, Виена); имат девет деца